# 山下賢哉
山下 賢哉（やました けんや、1996年7月29日 - ）は、日本のプロボクサー。東京都板橋区出身。初代日本スーパーフライ級ユース王者。JB SPORTSボクシングジム所属。かつては白井・具志堅スポーツジム、古口ボクシングジムに所属していた。

## 人物
トレードマークはパンチパーマ。
ボクシングをはじめたきっかけは腕力に自信があったことから。

## 来歴
2013年12月18日に後楽園ホールで吹野一真とスーパーフライ級4回戦を戦い、3回1分49秒TKO勝ちを収めデビュー戦を白星で飾った。
2014年東日本フライ級新人王として、西軍代表小坂駿を相手に5回3-0(49-46x2、49-47)判定勝ちを収めて全日本新人王を獲得した。なおこの勝利でJBCの発表した最新ランキングで初めてフライ級日本ランク入りを果たす。
2015年2月27日に後楽園ホールで田之岡条とスーパーフライ級4回戦を戦い、8回0-3(74-78×2、73-79)判定負けでプロ初黒星を喫した。
その後2017年4月、白井・具志堅スポーツジムに移籍。同年8月22日に後楽園ホールで田之岡条と初代日本スーパーフライ級ユース王座決定トーナメント決勝戦を行い、1回52秒TKO勝ちを収めユース王座獲得に成功した。
2019年2月16日、フィリピン・ケソン市で元世界2階級制覇王者のジョンリル・カシメロ（比）と対戦したが、6回47秒TKO負けを喫した。同年3月、JB SPORTSボクシングジムに移籍。
2019年7月23日、元WBCバンタム級王者の山中慎介がアンバサダーを務める「山中慎介presents GOD'S LEFTバンタム級トーナメント」の一回戦として、後楽園ホールで相川学己と対戦し、2回2分10秒KO勝ちを収め、準決勝に進出した。
準決勝では、堤聖也と対戦する予定であったが、山下の棄権により中止となった。
2022年8月14日、約3年ぶりにボクシング復帰、大阪府立体育会館で福永宇宙と対戦し、8R判定 0-3(75-76、75-76、74-77)で敗れた。
2023年1月6日、エディオンアリーナ大阪で中川麦茶とフェザー級8回戦で対戦し、5回TKO負けを喫した。2人は12月の対戦発表会見で中川が額をぶつけ、山下が首投げで中川を床に叩きつける乱闘騒ぎを起こしていた。

## 戦績
- プロボクシング - 21戦14勝7敗0分（11KO）

| 戦           | 日付           | 勝敗 | 時間    | 内容    | 対戦相手                         | 国籍       | 備考                                                       |
| ------------ | -------------- | ---- | ------- | ------- | -------------------------------- | ---------- | ---------------------------------------------------------- |
| 1            | 2013年12月18日 | 勝利 | 3R 1:49 | TKO     | 吹野一真（東拳）                 | 日本       | プロデビュー戦                                             |
| 2            | 2014年3月31日  | 勝利 | 1R 2:28 | TKO     | 矢野乃莉守（花形）               | 日本       | 2014年東日本フライ級新人王予選                             |
| 3            | 2014年5月23日  | 勝利 | 4R      | 判定2-1 | 角本達治（ワタナベ）             | 日本       | 2014年東日本フライ級新人王予選                             |
| 4            | 2014年7月24日  | 勝利 | 4R 3:05 | KO      | 下沖克徳（角海老宝石）           | 日本       | 2014年東日本フライ級新人王予選                             |
| 5            | 2014年9月25日  | 勝利 | 2R 2:29 | TKO     | 横山拓成（フラッシュ赤羽）       | 日本       | 2014年東日本フライ級新人王予選                             |
| 6            | 2014年11月2日  | 勝利 | 5R      | 判定2-1 | 仁平宗忍（ワタナベ）             | 日本       | 2014年東日本フライ級新人王決勝                             |
| 7            | 2014年12月21日 | 勝利 | 5R      | 判定3-0 | 小坂駿（真正）                   | 日本       | 2014年全日本フライ級新人王決勝戦                           |
| 8            | 2015年2月27日  | 敗北 | 8R      | 判定0-3 | 田之岡条（小熊）                 | 日本       |                                                            |
| 9            | 2015年10月3日  | 勝利 | 6R 2:17 | TKO     | 鈴木武蔵（帝拳）                 | 日本       |                                                            |
| 10           | 2016年2月17日  | 敗北 | 3R 0:40 | KO      | 長嶺克則（マナベ）               | 日本       |                                                            |
| 11           | 2016年6月6日   | 勝利 | 1R 2:59 | KO      | ガムライヨック・オーワンダヴィー | タイ       |                                                            |
| 12           | 2016年11月29日 | 敗北 | 7R 2:56 | TKO     | 星野晃規（M.T）                  | 日本       |                                                            |
| 13           | 2017年5月16日  | 勝利 | 4R 1:56 | TKO     | 岩井尚斗（森岡）                 | 日本       | 初代日本ユース・スーパーフライ級王座決定トーナメント準決勝 |
| 14           | 2017年8月22日  | 勝利 | 1R 0:52 | TKO     | 田之岡条（小熊）                 | 日本       | 初代日本ユース・スーパーフライ級王座決定トーナメント決勝戦 |
| 15           | 2017年11月20日 | 勝利 | 1R 2:12 | KO      | エラニーノ・セミジャーノ         | フィリピン |                                                            |
| 16           | 2018年2月26日  | 敗北 | 7R 0:39 | TKO     | 木村隼人（ワタナベ）             | 日本       |                                                            |
| 17           | 2018年9月29日  | 勝利 | 3R 0:58 | KO      | ジョン・マーク・アポリナリオ     | フィリピン |                                                            |
| 18           | 2019年2月17日  | 敗北 | 6R 0:47 | TKO     | ジョンリル・カシメロ             | フィリピン |                                                            |
| 19           | 2019年7月23日  | 勝利 | 2R 2:10 | KO      | 相川学己（三迫）                 | 日本       | GOD'S LEFTバンタム級トーナメント1回戦                      |
| 20           | 2022年8月14日  | 敗北 | 8R      | 判定0-3 | 福永宇宙（黒潮）                 | 日本       |                                                            |
| 21           | 2023年1月6日   | 敗北 | 5R 2:48 | TKO     | 中川麦茶（一力）                 | 日本       |                                                            |
| テンプレート |                |      |         |         |                                  |            |                                                            |

## 獲得タイトル
- 全日本フライ級新人王
- 初代日本スーパーフライ級ユース王座（防衛0=返上）